# Sosnowica (Mazovie)
Pour les articles homonymes, voir Sosnowica.
Sosnowica (prononciation : [sɔsnɔˈvit͡sa]) est un village polonais de la gmina de Mszczonów dans le powiat de Żyrardów de la voïvodie de Mazovie dans le centre-est de la Pologne.
Il se situe à environ 7 kilomètres au sud-est de Mszczonów (siège de la gmina), 17 km au sud-est de Żyrardów (siège du powiat) et à 40 km au sud-ouest de Varsovie (capitale de la Pologne).

## Histoire
De 1975 à 1998, le village appartenait administrativement à la voïvodie de Skierniewice.